# 이사 (법인)
이사(理事, 문화어: 리사)는 대외적으로 법인을 대표하고 대내적으로는 법인의 사무를 집행하는 상설의 필요기관이다. 대표권 있는 이사의 행위는 법인의 행위로 평가된다. 이사의 수와 임기에 대한 제한은 없으며 이사는 자연인에 한한다. 법인에 있어서 이사의 수는 1인 혹은 복수인이다.

## 주식회사

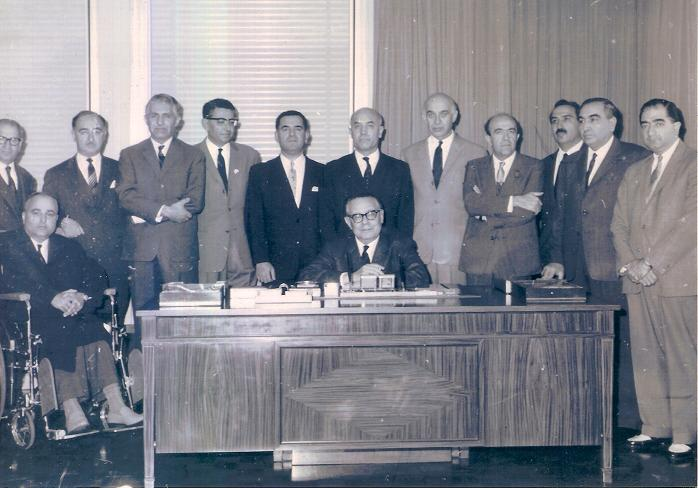
어느 회사의 이사들

주식회사에서 이사란 주식회사의 업무집행의 의사 결정기관인 이사회를 구성하는 일원(一員)을 말한다. 개개의 이사가 회사의 기관이냐 아니냐 하는 점에 대해서는 다툼이 있으나 다수설은 이를 부정하고 있다. 이사회와 대표이사가 주식회사의 업무집행기관이지만, 이사는 이사회의 구성원으로서 이사회를 통하여 회사의 업무집행에 관한 의사결정과 대표이사 등 다른 이사의 업무집행에 대한 감독을 한다. 이사는 회사 외의 구성원인 동시에 대표이사로 선임되기 위한 전제가 된다. 이사와 회사와의 관계에 대해서는 민법의 위임에 관한 규정을 준용한다. (상법 제382조 제2항) 이사는 사내이사·사외이사·그 밖에 상무에 종사하지 아니하는 이사로 분류된다. (상법 제382조 제3항)

### 선임

#### 자격
대한민국의 경우, 이사의 자격에는 제한이 없으나, 이사는 이사회의 의사결정에 참여하고 실제로 업무를 담당하여야 하므로 자연인에 한한다.(법인도 이사가 될 수 있다는 설도 있으나, 이사는 이사회의 구성원인 동시에 업무집행의 실행의 담당자인 대표이사의 지위의 전제라는 점에서 볼 때, 법인은 그 성질상 이사가 될 수 없다고 보아야 할 것이다. 다만 업무를 담당하지 아니하는 이사는 법인도 될 수 있으며, 실제에 그러한 예가 있다.) 또한 주주가 아니라도 무방하다. (정관에 자격주의 규정이 있는 경우는 예외이다. 대한민국 상법 제387조 참조). 이사가 됨에는 행위능력을 요하는 것은 아니나, 의사능력은 있어야 한다. :664 따라서, 파산자와 금치산자는 이사가 될 수 없다. 이사는 감사를 겸임할 수 없으며(그러나, 감사위원회의 위원은 이사이다.), 자회사의 이사도 모회사의 감사를 겸임할 수 없다(상법 제411조, 모회사와 자회사가 동종업종이라면 모회사의 감사위원회의 위원은 이사이므로 겸직금지가 적용된다. 상법 제397조 제1항)
주주로 자격을 제한하는 문제는 정관의 정함으로 가능하며( 상법 제387조), 정관상 그 주주의 이사자격 유지와 관련하여 다른 규정이 없는 때에는 이사는 정관에 정한 수의 주권을 감사(감사위원회)에게 공탁하여야 한다.
이사회의 다양성과 포춘 1000대 기업의 기업가치의 관계를 연구한 논문에 따르면, 이사회 다양성은 이사 중 여성, 아프리카계 미국인, 아시아인, 히스패닉의 비율로 정의되는데, 이러한 다양성이 증가할수록 기업 가치도 증가한다는 결론을 얻었다. 반면, 노르웨이의 상장기업을 대상으로 한 연구에서는 여성 이사의 비율이 최소한 10% 증가할 때, 토빈 큐 값이 18% 감소한다는 것이 발견되었다.
1992년, 노르웨이의 상장회사의 이사회에는 단지 3%의 여성 이사만이 존재하였다. 2008년말, 단지 16년이 지났을 뿐이자만, 여성 이사는 40%를 넘고 있다. 세계에서 여성 이사의 비율이 가장 높은 노르웨이는 2003년 기업법을 개정해 600여개 이상 공기업과 상장기업이 이사진의 40%를 여성에게 할당하도록 권고했다. 이 권고는 2006년 의무사항으로 강화됐다. 2008년부터 상장회사의 경우 40% 이상의 여성 이사를 선임해야 한다. 이를 충족하지 못할 경우 법원 명령에 의한 기업해산이나 벌금형도 가능하다. 2003년에 도입된 이법에 따라, 노르웨이는 2001년 6%이던 여성 이사의 비율이 2007년에 37%로 높아졌다. 최대 경제 단체인 노르웨이경제인연합회는 각 기업이 추천한 우수 여성 중견사원에게 약 6개월간의 경영리더십훈련을 제공한다. 실제 훈련생의 25%가 임원으로 승진하고 있다. 노르웨이에 뒤이어 스웨덴이 19%, 미국이 15%, 영국은 11%의 여성 이사 비율을 나타내고 있다. 노르웨이 정부가 소유한 기업들은 이미 2007년에 이 법의 적용을 받아 45%의 여성 이사를 선임하고 있다. 노르웨이에 뒤이어, 네덜란드, 프랑스, 스페인, 뉴질랜드는 기업의 여성 이사 수의 증가를 촉진하는 법안을 채택하였다. 뉴질랜드 주식시장에 상장된 100개의 최상위 기업들 중, 여성 이사의 비율은 2006년 7.13%에서 2010년 9.32%로 증가하였다. 스웨덴은 2006년에 공기업 이사진의 40%를 여성으로 꾸리도록 의무화했다.

##### 사외이사
대한민국의 상법은 "사외이사는 해당 회사의 상무(常務)에 종사하지 아니하는 이사"(제382조 3항)로 정의하면서 그 자격 요건에 있어서 여러 가지 제약을 하고 있다. 사외이사는 회사의 업무집행에 관한 의사 결정, 대표이사의 선출, 업무 집행에 대한 감시 등의 업무를 수행한다.
이사의 선임은 주주총회의 전속적 결의사항으로서, 보통결의에 의해 선임한다.(대한민국 상법 제382조 1항). 1995년 개정 전에는 "정관에 다른 정함이 있는 경우에도 발행주식총수의 과반수에 해당하는 주식을 가진 주주의 출석으로 그 의결권의 과반수로 한다"고 규정하였으므로 (대한민국 상법 제384조), 이사선임의 결의만큼은 반드시 보통결의에 의하고 정관에 의해서도 결의요건을 경감할 수 없을 뿐만 아니라 가중할 수도 없다는 뜻으로 해석하였다. 이 규정은 개정법에서 보통결의의 요건이 완화되면서 삭제되었고, 현재는 정관의 정함으로 의결정족수를 가중할 수는 있는 것으로 해석된다. 이사 선임시 단순투표제와 집중투표제(2명 이상 선임시)가 인정된다. 이사와 회사의 법률관계는 회사의 청약과 이사로 선임된 자의 승낙이라는 계약에 의하여 발생한다. 그 임기는 3년을 최장기(最長期)로 한다(대한민국 상법 제383조 2항). 그러나 재선(再選)되어도 상관 없다. 이사는 언제든지 사임할 수 있다(대한민국 민법 제689조). 또 총회는 언제든지 이사를 해임할 수 있으나 정당한 이유가 없을 때에는 회사는 손해를 배상하여야 한다(대한민국 상법 제385조 1항). 미국에서는, 소액주주의 이사 선임권을 인정하려는 움직임이 일어나고 있다.

#### 집중투표제도
집중투표제도는 이사를 선임함에 있어서 선임하고자 하는 이사의 수만큼의 의결권을 1주식의 주주에게 부여하는 제도이다. 이는 1주 1의결권의 원칙에 대한 예외이며 소수파 주주도 자기가 적당하다고 생각하는 사람을 이사로서 선임하여 이사회에 진출시킬 수 있도록 한 제도이다. 이 제도에 따르면 2명 이상의 이사 선임을 목적으로 열리는 주주총회에서 주주는 1주마다 선임예정 이사와 같은 수의 의결관을 가지며(의결권=보유주식 수×이사후보수) 이 의결권을 후보자 한 사람 또는 몇 명에게 집중적으로 행사하여 득표 수에 따라 차례로 이사를 선임하게 된다.

### 원수(員數)
이사의 법정 최소한은 3명이다.(대한민국 상법 제383조 1항) 2009년 개정 상법은 상장회사의 이사의 수에 대하여 최저수를 제한하는 특칙을 두고 있는데, 상장회사는 자산 규모 등을 고려하여 대통령령으로 정하는 경우를 제외하고는 이사 총수의 1/4 이상을 사외이사로 선임하도록 의무화하였다. 다만, 자산 규모 등을 고려하여 대통령령으로 정하는 상장회사(최근 사업연도 말 현재의 자산총액이 2조원 이상인 상장회사, 상법시행령 제13조 제2항)의 사외이사는 3명 이상으로 하되, 이사 총수의 과반수가 되도록 하여야 한다. (제542조의8 제1항)

#### 소규모 회사의 특례
자본금의 총액이 10억원 미만인 소규모회사는 이사를 1~2명 선임하는 것도 가능하다. 이 경우, 이사회는 주주총회가 대신하거나 그 규정 적용이 배제된다. (상법 제383조 제4항 ~ 제6항)
제302조제2항제5호의2, 제317조제2항제3호의2, 제335조제1항 단서 및 제2항, 제335조의2제1항·제3항, 제335조의3제1항·제2항, 제335조의7제1항, 제340조의3제1항제5호, 제356조제6호의2, 제397조제1항·제2항, 제398조, 제416조 본문, 제461조제1항 본문 및 제3항, 제462조의3제1항, 제464조의2제1항, 제469조, 제513조제2항 본문 및 제516조의2제2항 본문(준용되는 경우를 포함한다) 중 "이사회"는 각각 "주주총회"로 보며, 제360조의5제1항 및 제522조의3제1항 중 "이사회의 결의가 있는 때"는 "제363조제1항에 따른 주주총회의 소집통지가 있는 때"로 본다. (제383조 제4항) 또한 이사의 수가 1~2명인 경우에는 이사회내의 위원회와 감사위원회 관련 규정은 적용될 여지가 없다.
제390조, 제391조, 제391조의2, 제391조의3, 제392조, 제393조제2항부터 제4항까지, 제399조제2항, 제526조제3항, 제527조제4항, 제527조의2, 제527조의3제1항 및 제527조의5제2항은 적용하지 아니한다.(제383조 제5항)
각 이사(정관에 따라 대표이사를 정한 경우에는 그 대표이사를 말한다)가 회사를 대표하며 제362조, 제363조의2제3항, 제366조제1항, 제368조의4제1항, 제393조제1항 및 제412조의3제1항에 따른 이사회의 기능을 담당한다.(제383조 제6항)

#### 상장회사의 특례
2009년 한국의 개정 상법은 상장회사의 이사의 수에 대하여 최저수를 제한하는 특칙을 두고 있는데, 상장회사는 자산 규모 등을 고려하여 대통령령으로 정하는 경우를 제외하고는 이사 총수의 1/4 이상을 사외이사로 선임하도록 의무화하였다. 다만, 자산 규모 등을 고려하여 대통령령으로 정하는 상장회사(최근 사업연도 말 현재의 자산총액이 2조원 이상인 상장회사, 상법시행령 제13조 제2항)의 사외이사는 3명 이상으로 하되, 이사 총수의 과반수가 되도록 하여야 한다. (제542조의8 제1항)

### 임기
대한민국의 경우, 이사의 임기는 3년을 초과하지 못하나(제383조 제2항) 정관으로 그 임기 중의 최종결산기에 관한 정기총회종결시까지 연장할 수 있다. (제383조 제3항) 세계 주요 기업의 이사 임기는 아래와 같다.
| 기업명              | 임기 |
| ------------------- | --- |
| 뱅크 오브 아메리카  | 1년 (Bylaw art. Ⅲ. sec. 3) |
| 소니                | 선임된 후 1년 이내에 종료되는 사업연도 내에 최후로 열리는 정기주주총회의 시점까지다.                                                                                         |
| 스위스콤            | 이사의 임기는 2년씩이며 연임을 고려하여 최대 12년이다. 이사에는 스위스 정부가 추천하는 2명, 종업원이 투표로 선출한 2명이 포함된다. 스위스 정부가 52%의 지분을 소유하고 있다. |
| 인텔                | 이사들의 임기는 다음번 정기주주총회때까지로 한다.(Bylaws Article III Section 1)                                                                                              |
| 제너럴 모터스       | 1년 |
| 제너럴 일렉트릭     | 1년 (정관 article II. A.) |
| 텔레포니카          | 5년씩 연임 가능 (정관 article 24) |
| AT&T                | 1년 |
| BT Group            | 3년 |
| JP모건 체이스       | CEO를 포함한 모든 이사들은 1년에 1회 선출되고 있다. |
| Telecom New Zealand | 의장 임기를 이사회가 정한다. |

### 권한
이사는 정관 또는 내부규정에 의하여 업무집행권을 인정할 수는 있으나 원칙적으로는 업무집행권이나 대표권이 없다. 이사는 이사회 의사록에 기명날인 또는 서명권(상법 제373조 2항), 이사회소집권(상법 제390조 1항) 외에 각종 무효의 소를 제기할 수 있다. 2001년 개정 상법에서는 이사는 대표이사로 하여금 다른 이사 또는 피용자의 업무에 관하여 이사회에 보고할 것을 요구할 수 있으며(상법 제393조 3항), 3개월에 1회 이상 업무집행상황을 이사회에 보고하도록 하여(상법 제393조 4항) 이사의 정보접근권을 강화하였다. 이사의 정보접근권을 명문화한 것은 이사의 업무영역과 권한에 대한 분쟁의 소지를 없애고 기업활동의 투명성을 높이기 위한 것이다.

### 보수
이사와 회사와의 관계는 위임에 관한 규정에 따르나(상법 382조 2항), 민법상의 위임이 무상인 것과는 달리 이사에게는 보수를 주는 것이 보통이다. 다만 이사가 스스로 보수액(報酬額)을 결정할 수 있게 하면 회사에 손해를 끼칠 우려가 있으므로 상법은 정관에 보수액을 정하지 아니한 때에는 주주총회의 결의에 의하도록 하고 있다(상법 제388조). 이것은 이사의 충실의무의 한 표현이다. 총회는 적어도 이사 전체의 보수액을 정함을 요한다. 그 배분은 이사회에 위임하여도 무방하다. 주주총회는 총액에 대한 승인을 할 뿐이고 그 내용에 대해 심사하는 기능을 갖고 있지는 못하기 때문에 경영진에 대한 보수는 사실상 이사회에서 결정된다. 그리고 이사회에서 결정된다고는 하지만 사외이사들은 이 문제에 적극적으로 관여하지 않는 경향이 있어서 경영진 보수는 결국 경영진 자체에 의해 결정되는 경우가 많고 업계 전체의 수준 등을 감안하여 총무나 기획부서 등 개별 회사의 담당부서에서 입안하면 그를 승인하는 과정을 거쳐 결정된다. :209
이사의 보수는 급여, 각종의 수당, 상여금, 퇴직위로금 등을 포함한다. 상여금의 경우, 정기총회의 배당의안(配當議案)에 있어서 매기 결정하여 이익금처분 방법의 하나로서 지급되면 보수라고 보지 않는다. 보수는 이사의 직무집행의 노무에 대한 대가로서 받는 급여이며 퇴직금도 포함하는 것이라고 풀이된다. 이에 반하여 이사가 부·과장 등의 사용인을 겸하고 있는 경우 사용인으로서의 보수는 이사의 보수에 포함되지 않는다. (대판 2003.9.26. 2002다64681) 회사가 정관에서 퇴직하는 이사에 대한 퇴직금액의 범위를 구체적으로 정한 다음, 다만 재임 중 공로 등 여러 사정을 고려하여 이사회가 그 금액을 결정할 수 있도록 하였다면, 이사회로서는 퇴직한 이사에 대한 퇴직금액을 정하면서, 퇴임한 이사가 회사에 대하여 배임 행위 등 명백히 회사에 손해를 끼쳤다는 등의 특별한 사정이 없는 한, 재임 중 공로의 정도를 고려하여 정관에서 정한 퇴직금액을 어느 정도 감액할 수 있을 뿐 퇴직금 청구권을 아예 박탈하는 결의를 할 수는 없으므로, 이사회가 퇴직한 이사에 대한 퇴직금을 감액하는 등의 어떠한 결의도 하지 않았을 경우 회사로서는 그와 같은 이사회 결의가 없었음을 이유로 퇴직한 이사에 대하여 정관에 구체적으로 정한 범위 안에서의 퇴직금 지급을 거절할 수는 없다.

#### 보수의 결정
이사의 보수를 결정하는 주주총회의 결의에서 주주인 이사는 특별이해관계인이지만, 이미 정해진 이사의 보수총액을 배분하는 이사회의 결의에서는 이사는 특별이해관계인이 아니다. 사외이사의 보수는 일반적으로 고정급으로 이루어지는 것이 보통이나, 스페인의 회사, 텔레포니카 S.A.의 경우에는 이사회와 집행위원회의 구성원에 대한 수당은 고정급으로 하되, 그 밖의 여러 위원회(감사위원회, 지명·보상 및 지배구조위원회 등)의 구성원에 대한 수당은 참석율에 따라 차등 지급하고 있는 특징을 보여주고 있다. 한편, 한국기업지배구조원의 기업지배구조 모범규준은 사외이사에 대한 개별적 평가를 하고 그 평가 결과를 보수에 반영하도록 하고 있으나, 아직 이를 시행하고 있는 대한민국 내 회사는 없는 것으로 파악된다. (→자세한 것은 이사회#평가 참조)
사외이사의 보수가 지나치게 낮은 경우 사외이사의 효율적인 업무 수행을 기대하기가 어려우므로 사외이사의 보수는 상당한 선에서 책정되어야 한다. 사외이사는 이사회 결의에 대한 법률적 책임을 지는 위치에 있음도 고려되어야 할 것이다. 반면, 사외이사의 보수가 지나치게 높은 경우 사외이사의 독립성과 관련된 문제가 발생할 것이다. 사외이사의 지위를 유지하기 위해 경영진과 사내이사들과의 관계에서 비판적이 되지 못할 가능성이 있다.:191~192

### 의무
이사는 회사로부터 법률행위 및 기타의 사실행위의 위임을 받는 것으로서 당연히 민법이 규정한 선량한 관리자의 주의로써 직무를 수행할 충실의무가 있고 (민법 제681조), 이를 위반하였을 때에는 손해배상책임을 져야 한다. 업무집행으로 인하여 받은 금전 기타의 물건 및 수취한 과실은 회사에 인도하고, 회사를 위하여 자기명의로 취득한 권리는 회사에 이전하여야 한다. (민법 제684조)상법은 이 일반적 의무를 구체적으로 표시한 규정을 두고 있는데, 그것은 경업피지의무(競業避止義務) 및 회사와의 거래에 관한 승인을 받는 의무이다. 이사가 자기 또는 제3자의 계산으로 회사의 영업부류에 속한 거래를 하거나, 동종 영업을 목적으로 하는 다른 회사의 무한책임사원이나 이사가 되는 데에는 이사회의 수인이 있어야 한다(상법 제397조 1항). 이사는 영업상의 비밀을 알고 있는 자로서, 그 지식을 이용하여 회사를 희생시키고 자기 이익을 도모할 우려가 있으므로 이와 같은 의무를 지게 한 것이다. 이사가 이 의무에 위반하여 경업거래를 하여도 거래 그 자체는 유효하다. 그러나 이사가 승인을 받지 아니하고 자기의 계산으로 거래를 하였을 때에는 회사에 대한 손해배상(상법 제399조 1항) 및 이사의 해임(상법 제385조) 문제가 발생하는 외에, 회사는 이사회의 결의로 그 거래가 회사의 계산으로 볼 수 있고, 제3자의 계산으로 한 것인 때에는 그 이사에 대하여 이로 인한 이득의 양도를 청구할 수 있다. 이것은 그 거래가 있은 날부터 1년이 경과하면 소멸한다(상법 제397조 3항).

#### 이사의 제3자에 대한 책임
상법은 이사의 행위가 불법행위의 요건, 즉 제3자에 대한 권리침해 또는 고의 과실을 갖추지 않더라도 이사가 악의, 중과실로 임무를 해태한 경우에는 제3자에 대해서 손해배상책임을 지우고 있다. 이사의 임무해태의 예로는 주식청약서, 사채청약서, 재무제표 등의 허위기재, 지급가능성 없는 어음발행, 부실한 정보제공 등으로 제3자에게 손해를 입힌 경우가 있을 수 있다. 여기서 제3자라고 하면 회사와 손해배상책임을 지는 이사 이외의 자를 말한다.

#### 경업피지의무
이사는 이사회의 승인이 없으면 (1) 회사와 경쟁이 되는 일정한 거래행위가 금지되고(경업거래의 금지), (2) 동종영업을 하는 다른 회사의 이사가 되지 못한다(겸직금지) (상법 제397조 1항) 이사는 회사의 기밀을 알 수 있는 지위에 있으며, 회사와의 관계에서 선관의무 내지 충실의무를 부담하는 자이므로 회사의 이익보호를 위하여 이러한 의무를 요구하게 된 것이며, 상업사용인의 경우(제17조 1항)와 같은 취지이다. :796
겸직금지는 동종영업을 목적으로 하는 다른 인적회사의 무한책임사원이나 물적회사의 이사가 되지 못하게 하는 것이므로 그 다른 회사의 목적사업이 동종영업이 아닌 경우에는 제397조의 적용대상(겸직금지)이 되지 않으며, 이 점에서 대리상의 의무(제89조 제1항)와 같고, 상업사용인의 경우(제17조 1항)와 상이하다. 즉, 이사는 선관의무나 충실의무에 반하지 않은 한 다른 영업부류에 속하는 회사의 무한책임사원이나 이사가 되는 것은 무방한 것이다. :796

#### 과도한 이사보수의 통제
이사는 자신의 보수를 과다하게 책정하여 회사와 다른 주주들의 이익을 해할 수 있다. 이 문제는 한국에서는 아직 본격적으로 논의되고 있지 않으나 이사회가 이사의 보수를 결정하는 미국 등 국가에서는 이사의 충실의무 논의의 핵심들 중 하나를 차지하고 있다. 한국에서 이사의 보수 책정이 주주총회의 승인을 요하는 사안이기는 하지만 경영진의 보수는 실질적으로는 대주주 경영자를 포함한 이사회가 결정하는 셈이므로 주주총회의 승인이라는 통제 장치는 불완전한 것이다. :213

### 책임
이사는 회사에 대한 일정한 의무를 지고 있는데 이에 위반한 경우에는 회사에 대하여 책임을 지지 않으면 안 된다. 이사의 책임에 대해서 상법은 위법배당, 경업금지위반, 자기거래, 법령·정관 위반행위의 경우 등 구체적으로 규정하고 이들 행위를 한 이사는 연대하여 회사에 대해 위법배당액, 회사가 입은 손해액에 관하여 배상의 책임을 진다(399조 1항). 이들 행위가 이사회의 결의에 의한 것인 때에는 그 결의에 찬성한 이사도 회사에 대하여 연대책임을 진다(399조 2항). 또 결의에 참가한 이사로서 이의(異義)를 한 기재가 의사록에 없으면 그 결의에 찬성한 것으로 추정된다(399조 3항). 이사의 책임은 원칙으로서 총주주의 동의가 없으면 면제되지 않으며(400조), 그 책임의 추궁에 대해 대표소송(代表訴訟)의 제도가 인정되고 있다(403조 이하). 또 신주발행으로 인한 변경등기가 있었음에도 불구하고 인수가 없는 주식이 있거나 또는 주식의 청약이 취소된 때에는 이사는 공동하여 그 주식을 인수한 것으로 본다(428조). 또한 이사가 악의 또는 중대한 과실로 인하여 그 임무를 해태(懈怠)한 때에는 그 이사는 제3자에 대하여 연대하여 손해를 배상할 책임이 있다(401조 1항).

### 자기 거래
이사가 자기 또는 제3자의 계산으로 회사와 거래를 하는 데에는 이사회의 승인이 있어야 한다(상법 제398조 전단). 본조는 주식회사의 이사가 자기 또는 제3자만의 계산으로 회사와 거래를 하는 경우에 그 공정을 기하고 회사에 대한 이익침해의 위험을 방지하기 위하여 이사회의 승인을 얻도록 규정하고 있는 것이다. 이사는 회사의 업무집행의 담당자로서 회사에 대하여 선량한 관리자의 주의의무를 부담하고(상법 제398조 제2항, 민법 제681조) 충실의무(상법 제382조의3)도 있으나, 이사가 그 자격을 떠나서 개인법상(個人法上)의 입장에서 자기 또는 제3자의 계산으로 회사와 거래를 하는 경우에는 회사의 이익을 희생시키고 자기 또는 제3자의 이익을 도모할 위험성이 있기 때문이다.
예컨대 이사가 회사의 제품 기타의 재산을 양수하거나, 회사로부터 금전의 대부를 받는 경우 등이다. 이사가 이와 같은 거래를 하는 것은 거래의 조건 등으로 회사에 불이익을 줄 우려가 있으므로 이사회의 승인을 얻게 한 것이다. 따라서 이사가 회사와 거래를 하는 경우일지라도 회사가 이사로부터 증여를 받는 경우와 같이 회사의 이익을 해칠 우려가 없을 때에는 이사회의 승인은 필요하지 않다. 그러나 본조의 거래에 어떠한 행위가 포함되는가에 대하여서는 설이 갈리며, 특히 어음행위에 대하여 다툼이 있다. 이사회의 승인은 개개의 거래에 대하여 하여야 하며 포괄적인 승인은 허용되지 않는다. 승인은 사전승인에 한하는 것인가 어떤가에 대하여는 설이 갈리는데 이것은 본조위반의 거래의 효력을 어떻게 해석하는가에 관계된다. 이 점에 관하여는 다툼이 있다. 즉 ① 위반행위는 무효라는 설, ② 무효이기는 하나 이사회의 사후 승인이 있으면 유효하게 된다는 설, ③ 이사의 법령 위반행위로서 손해 배상의무를 발생시키지만 행위 그 자체는 유효라고 하는 설 등이 있다. ②설에 의하면 사후 승인도 무방하다. 이에 대하여 ①설 및 ③설에 의하면 사전승인에 한하게 된다.

##### 자기거래의 유형
이사와 회사의 이해가 상충되어 회사의 이익을 해할 염려가 있는 재산적 거래는 원칙적으로 모두 제398조의 적용을 받으며, 여기에는 이사와 회사간의 직접거래뿐만 아니라 간접거래를 포함한다. 간접거래란 이사 외의 제3자와 회사 사이의 거래이지만 실질적으로는 회사와 이사의 이익이 상충되는 경우를 말하는데, 회사가 이사 개인의 채무를 보증하는 행위가 대표적이다. 한편 제398조는 이사와 회사 사이의 자기계약 형태의 거래 뿐 아니라 쌍방대리(대표) 형태의 거래에도 적용된다. 즉, 둘 이상의 회사의 대표이사가 동일인인 경우에 그 회사들 사이의 거래가 어느 일방회사에게도 유리하나 타방회사에는 불리하다면 이는 쌍방대리(대표)의 형태의 거래로 상법 제398조의 적용을 받는다. 결국 제398조의 이사의 자기거래란 직접거래와 간접거래, 자기계약과 쌍방대리의 형태를 모두 포함하는 개념인 것이다.

### 종임
회사와 이사와의 관계는 위임관계이므로 위임의 종료사유로써 종임하며(이사의 사망·파산·금치산, 회사의 파산), 임기만료, 정관에 정한 사유, 회사의 해산으로도 종임한다. 이사가 사임하거나 해임결의 또는 해임판결에 의해서도 종임한다. 이사 또는 대표이사의 사임은 단독행위로서 일방적 의사표시에 의하여 그 효력이 발생하므로 회사의 승낙을 요하지 아니하고 즉시 그 자격을 상실한다.
한국의 대법원도 "이사는 민법 제689조 제1항이 규정한 바에 따라 언제든지 사임할 수 있고, 법인의 이사를 사임하는 행위는 상대방 있는 단독행위이므로 그 의사표시가 상대방에게 도달함과 동시에 그 효력을 발생하고, 그 의사표시가 효력을 발생한 후에는 마음대로 이를 철회할 수 없음이 원칙이다. 그러나 법인이 정관에서 이사의 사임절차나 사임의 의사표시의 효력발생시기 등에 관하여 특별한 규정을 둔 경우에는 그에 따라야 하는 바, 위와 같은 경우에는 이사의 사임의 의사표시가 법인의 대표자에게 도달하였다고 하더라도 그와 같은 사정만으로 곧바로 사임의 효력이 발생하는 것은 아니고 정관에서 정한 바에 따라 사임의 효력이 발생하는 것이므로, 이사가 사임의 의사표시를 하였더라도 정관에 따라 사임의 효력이 발생하기 전에는 그 사임의사를 자유롭게 철회할 수 있다." 고 한다.
회사는 언제든지 이사를 주주총회의 특별결의로 해임할 수 있는데 해임의 효력은 당해 이사에게 고지한 때에 발생하며, 정당한 사유 없이 (정관 또는 주주총회결의로 정한) 그 임기중에 해임 한 때에는 이사에게 손해배상책임을 져야 한다.(상법 제385조 제1항) 이 경우 "정당한 이유"의 존부에 관한 입증책임은 손해배상을 청구하는 이사가 부담한다. 해임등기를 하기 전에는 해임의 사실을 가지고 회사는 선의의 제3자에게 대항하지 못한다. (상법 제37조 제1항)
이사가 직무에 관하여 부정행위 또는 법령이나 정관에 위반한 중대한 사실이 있음에도 불구하고 주주총회에서 그 해임을 부결한 때에는 소수주주(비상장회사는 발행주식총수의 3/100 이상의 주식수)는 본점소재지의 지방법원에 그 이사의 해임을 청구할 수 있다(상법 제385조 제2항) 이사와 회사를 공동피고로 하여 소를 제기하며, 해임의 효력은 판결이 확정된 때에 발생한다. 2009년 개정상법에서 상장회사는 6개월 전부터 계속하여 발행주식총수의 50/1만(최근 사업연도 말 자본금이 1천억원 이상인 상장회사의 경우에는 25/1만) 이상에 해당하는 주식을 보유한 자가 이사 해임을 청구할 수 있다.(상법 제542조의6 제3항)

### 직무집행정지 및 대행
이사선임과 관련하여 주주총회결의취소의 소(무효, 부존재)가 제기되거나 소수주주에 의한 이사해임청구의 소가 제기된 경우 법원은 당사자의 신청에 의하여 가처분으로 이사의 직무집행을 정지할 수 있고 (급박한 사정이 있는 때에는 본안 소송제기 전에도 가능하다) 또한 직무대행자(職務代行者)를 선임할 수 있다.(상법 제407조 제1항)
직무집행정지 가처분의 피신청인은 이사이며, 가처분을 위반하여 이사가 한 행위는 무효이다. 가처분은 판결이 확정될 때까지 임시로 정지되는 것이지만 가처분이 취소될 때까지는 직무대행으로 선임된 자의 권한은 유효하게 존속하므로, 직무집행이 정지된 자가 사임하고 그 후임이사가 선임되었다고 하더라도 그 후임이사는 권한을 행사하지 못한다. 법원은 당사자의 신청에 의하여 가처분을 변경 또는 취소할 수 있으며(상법 제407조 제2항), 법원의 가처분 또는 변경이나 취소가 있을 때에는 본점과 지점소재지에 등기하여 한다.(상법 제407조 제3항)
직무집행이 정지된 이사는 직무대행자로 선임되지 못한다. (대법원 결정 1990.10.31. 90244). 한편, 가처분에 의하여 선임된 직무대행자는 임시적이므로 회사의 "상무(常務)에 속한 행위"를 함을 원칙으로 하기 때문에 "특별한 행위"는 가처분에 다른 정함이 있거나 법원의 허가를 얻은 경우에만 할 수 있다. (상법 제408조 제1항)
직무대행자가 이를 위반한 경우에 회사는 선의의 제3자에게 대항하지 못한다.(상법 제408조 제2항) 그러나 선의에 대한 입증책임은 제3자가 져야 한다.

### 일시이사 선임(가이사 또는 임시이사)
임기의 만료 또는 사임으로 인하여(판례는 이사의 원수를 결한 모든 경우로 확대하여 해석한다) 상법 또는 정관에 정한 이사의 수를 결한 경우에 퇴임한 이사는 새로 선임된 이사가 취임할 때까지 이사의 권리와 의무가 있다. (상법 제386조 제1항) 그러나 퇴임한 이사가 임무를 수행할 수 없을 때(이사가 중병으로 사임하거나 장기간 부재중인 경우 등)에는 이사의 수에 결원이 생긴다. 이때 이사, 감사 기타의 이해관계인은 일시 이사의 직무를 행할 자의 선임을 법원에 청구할 수 있다.(상법 제386조 제2항). 일시이사(또는 임시이사, 가이사)는 퇴임한 이사의 권리·의무를 그대로 승계하므로 그 권한은 본래의 이사와 같다. 2009년 개정상법에서 상장회사는 사외이사의 사임·사망 등의 사유로 인하여 사외이사의 수가 상장회사 이사회의 구성요건에 미달하게 되면 그 사유가 발생한 후 처음으로 소집되는 주주총회에서 그 요건에 합치되도록 사외이사를 선임하여야 한다.(상법 제542조의8 제3항)

### 직함있는 이사
상법상으로는 대표이사와 그 이외의 이사와의 구별만이 있을 뿐이다. 그러나 실제에 있어서는 사장·부사장·전무이사·상무이사 등의 명칭이 쓰이고 있으며, 이러한 직함이 있는 이사에 대하여 직함이 없는 이사를 '평이사(平理事)'라고 할 때가 있다. 직함은 법률상의 제도는 아니며, 각 회사가 정관으로써 임의로 정하고 있다. 정관 등에서 직함에 따라 각 이사의 직무권한이 정해져 있어서 대내적인 업무를 담당하든가 대외적으로 회사를 대표하는 것은 대표이사이며, 직함을 가진 이사가 반드시 대표이사인 것은 아니다. 직함이 있는 이사는 업무담당이사 또는 업무집행이사라고도 한다. 평이사는 이사회의 구성원으로서 업무집행의 결정에 참가할 뿐으로서 업무를 담당하는 것은 아니다.

#### 대표이사
대표이사는 대외적으로 회사를 대표하며 대내적으로 업무집행을 담당하는 이사로서 회사의 필요적 기관이다. 각 이사는 이사회를 구성하며 거기에서 업무집행의 결정을 하는 데 불과하므로 결정된 사항을 실행하는 기관이 필요하다. 대표이사는 이사회의 결정에 의하여 이사 중에서 선임되며, 1인이거나 여럿이어도 무방하며 경우에 따라서는 수인(數人)의 대표이사가 공동으로 회사를 대표한다는 뜻을 정할 수 있다(389조 2항). 대표이사의 성명·주소, 수인의 대표이사의 공동대표에 대해서는 제3자 보호를 위하여 등기함을 요한다(317조 2항 9호·10호).

## 판례
- 회사의 대표이사가 ‘회사직원 A가 회사의 이익을 빼돌린다.’는 소문을 확인할 목적으로, 비밀번호를 설정한 A의 ‘개인용 컴퓨터의 하드디스크’를 떼어내어 다른 컴퓨터에 연결한 다음, 의심이 드는 단어로 파일을 검색하여 메신저 대화 내용, 이메일 등을 출력한 행위는 정당행위에 해당한다.[36]

## 참고 자료
자격
- Laura Kilday 외 3. 《Women on boards of directors: the case study of Norway》 (PDF). 2009년 12월 29일에 원본 문서 (PDF)에서 보존된 문서. 2010년 11월 8일에 확인함.

자기거래
- 김 성규 (2010). “이사의 자기거래에 관한 소고” (PDF). 《법학논총》 27 (2): 133. 2011년 11월 10일에 원본 문서 (PDF)에서 보존된 문서. 2011년 1월 28일에 확인함.